# 中村正辰

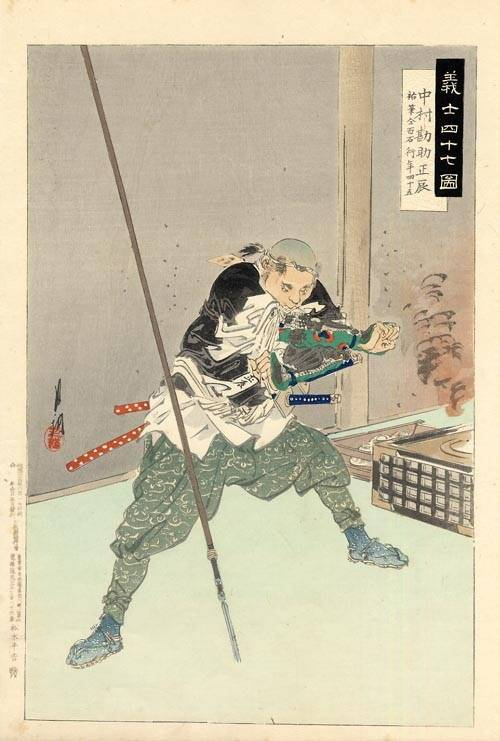
『義士四十七図 中村勘助正辰』（尾形月耕画）

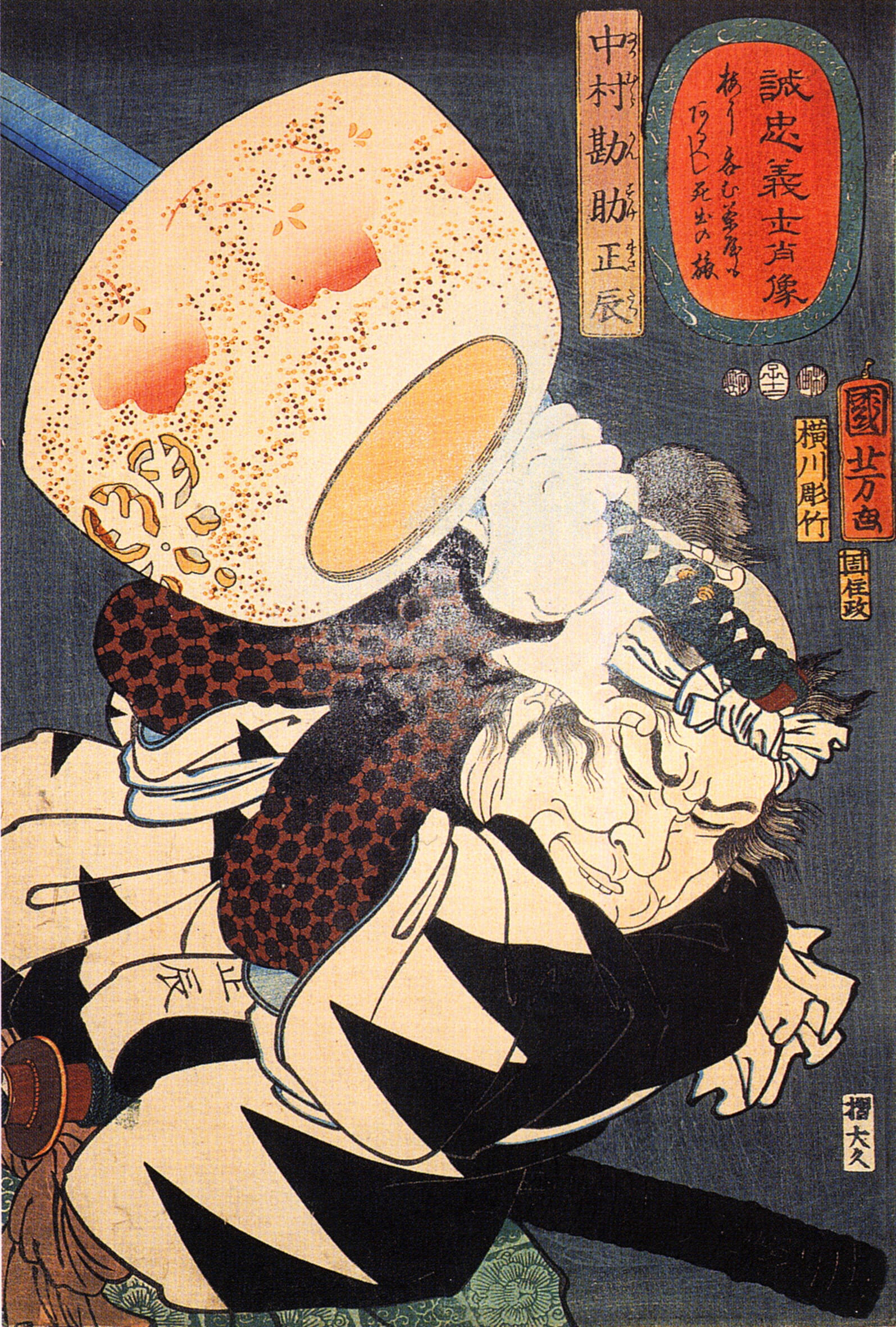
『誠忠 義士肖像』より「中村勘助正辰」（歌川国芳作）

中村 正辰（なかむら まさとき、万治2年（1659年） - 元禄16年2月4日（1703年3月20日））は、江戸時代前期の武士。赤穂浪士四十七士の一人。通称は勘助（かんすけ）。変名は、山彦嘉兵衛。
気

## 生涯
万治2年（1659年）、越後村上藩松平直矩家臣（のち姫路・山形などを経て白河藩）・三田村小大夫の子として誕生。母は同家臣・井上源右衛門の娘。
延宝4年（1676年）、播磨赤穂藩浅野家家臣の中村庄助の娘婿となった。家督を継いだのは、天和2年（1682年）と伝わるが、正確には不明。赤穂藩では祐筆兼馬廻役（100石）として仕えた。元禄2年（1689年）には長男忠三郎を儲けた。元禄7年（1694年）の備中松山城受取の軍にも従軍し、そのまま一年半にわたり松山に在番した。元禄8年（1695年）には養父・庄助が死去。元禄12年（1699年）には次男中村勘次が生まれた。
元禄14年（1701年）3月14日、主君・浅野長矩が吉良義央に殿中刃傷に及んだ際、正辰は赤穂にいた。4月19日の赤穂城開城後も藩政残務処理のため大石良雄のもとで働き、江戸幕府からもこの間7人扶持を支給された。9月下旬には大石から堀部武庸ら江戸急進派を鎮撫の特命を受けて原元辰、潮田高教、大高忠雄らとともに江戸へ下向するが、逆に丸め込まれて急進派になってしまう。その後、業を煮やした大石自身の江戸下向があり、11月23日に大石が江戸を発つ際に中村もお供して、12月には京都へ帰っていった。12月9日に潮田高教とともに神文血判書を提出し、元禄15年（1702年）5月には家族を陸奥白河藩の親戚に預けた。この時、路銀の五両を借用した。10月21日、江戸下向中の大石と鎌倉で合流した。
吉良邸討ち入りの際には裏門隊に所属。主として十一人で屋外にあって屋敷から逃げ出してくる吉良家臣と戦った。武林隆重が吉良を斬殺し、一同が事件後に出頭して、正辰は伊予松山藩主・松平定直の屋敷に預けられた。松山藩では義士を罪人として扱い、厳しい対応をした記録が松平家に多数残る。さらにまだ処分も決まってない時期から、全員の切腹における介錯人まで決めてしまった。
2月4日に松平家家臣大島半平の介錯にて切腹した。享年45。主君浅野長矩と同じ高輪泉岳寺に葬られた。法名は刃露白剣信士。

## 遺族
白河に預けた家族のうち、長男・忠三郎は連座して伊豆国大島へ流罪にされた。その後、宝永3年（1706年）に桂昌院の一周忌にあたり大赦令が出され、8月に幕府は徳川家綱の二十七回忌法事による特赦として忠三郎を赦免した。忠三郎は浅草曹源寺で出家して白河で僧となったが、三年後に死亡したとある。
次男・勘次も曹源寺で出家して僧になっている。長女とは、その夫・大野瀬兵衛に討ち入りを反対され、事件前に絶縁している。次女も絶縁して姫路在住。